# Eremarionta immaculata
Eremarionta immaculata är en snäckart som först beskrevs av Willett 1937.  Eremarionta immaculata ingår i släktet Eremarionta och familjen Helminthoglyptidae. IUCN kategoriserar arten globalt som sårbar. Inga underarter finns listade i Catalogue of Life.